# Bursellia unicornis
Bursellia unicornis là một loài nhện trong họ Linyphiidae.
Loài này thuộc chi Bursellia. Bursellia unicornis được Robert Bosmans miêu tả năm 1988.